# Білий гарт (фільм, 1949)
«Білий гарт» (англ. White Heat) — фільм 1949 року американського режисера Рауля Волша з участю акторів Джеймса Кегні, Вірджинії Майо та Едмонда О'Браєна. Кінострічка створена на основі історії американської сценаристки Вірджинії Келоґ і вважається одним з найкращих гангстерських фільмів.
У 2003 році фільм «Білий гарт» був обраний Бібліотекою Конгресу США для зберігання в Національному реєстрі фільмів як «культурно, історично та естетично значущий».

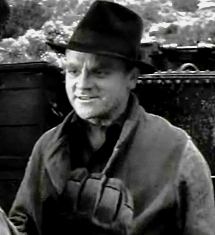
Джеймс Кегні в ролі «Коді»

## Сюжет
Артур Джарет на прізвисько «Коді» — ватажок банди, яка пограбувала поїзд. Щоб уникнути смертної кари, він признається в незначному злочині, скоєному водночас в іншому штаті, і тим самим забезпечує собі алібі. Його засудили до 2-річного тюремного ув'язнення. Відбуваючи термін, «Коді» дізнається, що його мати, яку він обожнює, вбита. Щоб покарати винних, він здійснює втечу разом з декількома іншими злочинцями, серед яких поліцейський Генк Фелон, якого під ім'ям «Вік Пардо» підсадили в камеру до «Коді» з надією з'ясувати, куди він сховав награбоване …

## Ролі виконують
- Джеймс Кегні — Артур «Коді» Джарет
- Вирджинія Майо[en] — Верна Джарет
- Едмонд О'Браєн — Генк Фелон, псевдонім «Вік Пардо»
- Маргарет Вичерлі[en] — мама «Коді»
- Стів Кочран[en] — «Великий Ед»
- Джон Арчер[en] — Філіп Еванс
- Фред Кларк[en] — Данієль Вінстон

## Нагороди
- 2003 — Національна рада США зі збереження фільмів[en] внесла кінострічку до Національного реєстру фільмів США